# Lin
Ángel Velasco Marugán (Segovia, España, 16 de mayo de 1986), deportivamente conocido como Lin, es un jugador de fútbol sala. Actualmente juega en el Real Betis Futsal.

## Historia
El segoviano debutó en la División de Honor con 18 años en las filas del Boomerang Interviú, ahora Inter Movistar, donde jugó cedido un año. Ganó la Liga y la Intercontinental, si bien su peso en la galáctica plantilla madrileña fue más bien escaso. En el Municipal Pedro Delgado de Segovia, en cambio, ha explotado todo su potencial y regularmente ha mejorado sus cifras. Año tras año, Lin ha progresado hasta convertirse en una de las estrellas de la competición. 
Internacional con el equipo español, la pasada temporada disputó 27 partidos (13 como titular) y marcó 12 goles.También sus amigos le conocen como spider-lin por como celebra los goles. Se fue del Caja Segovia al FC.Barcelona en 2010, donde ha llegado a conquistar hasta la UEFA Futsal Cup

## Clubes
- 2004-2005 – Boomerang Interviú
- 2005-2010 – Caja Segovia Fútbol Sala
- 2010-2016 – F. C. Barcelona
- 2016-2021 – MFK KPRF
- 2021 – Real Betis Futsal

## Palmarés
- 1X Copa Intercontinental: (2005)
- 3X Campeón de Europa,selección absoluta, (2010 , 2012 , 2016)
- 4X Ligas 04/05, 10/11, 11/12, 12/13
- 3X Copas de España (2011, 2012, 2013)
- 1X Supercopa de España (2013)
- 5X Copas de S. M el Rey (2011, 2012, 2013, 2014, 2024)
- 2X UEFA Futsal Cup (2012, 2014)

- 1 Superliga de Rusia (2020)
- 1 Campeonato de España de Selecciones Territoriales
- 1X Subcampeonato juvenil de clubes: (2010)

- Datos: Q4025193